# 175 (tal)
175 är det naturliga talet som följer 174 och som följs av 176.

## Inom vetenskapen
- 175 Andromache, en asteroid

## Inom matematiken
- 175 är ett udda tal.
- 175 är ett nonadekagontal.
- 175 är ett Ulamtal.
- 175 är ett dekagontal